# ماجيك سليم
موريس هولت (بالإنجليزية: Magic Slim)‏، المعروف باسم ماجيك سليم (7 أغسطس 1937 في مسيسيبي-21 فبراير 2013 في فيلادلفيا، بنسيلفانيا)، هو مغن وعازف جيتار كهربائي أمريكي.

## وصلات خارجية
- ماجيك سليم على موقع IMDb (الإنجليزية)
- ماجيك سليم على موقع ميوزك برينز (الإنجليزية)
- ماجيك سليم على موقع أول ميوزيك (الإنجليزية)
- ماجيك سليم على موقع ديسكوغز (الإنجليزية)

- الموقع الرسمي
- ماجيك سليم في قاعدة بيانات الأفلام على الإنترنت
- ماجيك سليم في ماي سبيس